# Kai Hesse
Kai Hesse (* 20. Juni 1985 in Wickede) ist ein deutscher Fußballtrainer und ehemaliger Fußballspieler.

## Karriere als Spieler

### Jugend
Die ersten Schritte im Fußball tat Kai Hesse bereits mit fünf Jahren bei seinem Heimatverein BSV Menden. Dort spielte er von 1990 bis 1999, ehe er in die Jugendabteilung des SF Oestrich-Iserlohn wechselte. Bei dem benachbarten Verein blieb er ein Jahr, bevor er sich im Jahr 2000 der Nachwuchsabteilung des FC Schalke 04 anschloss. In der sogenannten „Knappenschmiede“ lief er je zwei Jahren für die Schalker U17 und U19 (2000–2004) auf. Mit den B-Junioren gewann er nach der Meisterschaft der Regionalliga West am 6. Juli 2002 auch die Deutsche B-Jugend-Meisterschaft im Finale gegen den VfB Stuttgart. Während der Zeit in der Schalker Jugendabteilung lebte Hesse im Internat auf dem Vereinsgelände und besuchte die Gesamtschule Bergerfeld, wo er 2004 mit dem Abitur abschloss.

### FC Schalke 04
Mit 19 Jahren wurde er Teil der Schalker Lizenzspielerabteilung (2004–2005), mit der er Deutscher Vize-Meister und Vize-Pokalsieger 2005 wurde. Einsatzzeit bekam der Mittelstürmer jedoch in der zweiten Mannschaft. Insgesamt stand er 34 Mal für die Zweitvertretung auf dem Rasen und erzielte zehn Treffer.             

### VfB Lübeck
Im Sommer 2005 wechselte Hesse zum VfB Lübeck in die Regionalliga Nord. Dort war er auf Anhieb Stammspieler und kam in der Saison 2005/06 zu 37 Einsätzen. Im Laufe der Spielzeit schoss er insgesamt 15 Tore und bereitete sechs Treffer vor, außerdem gewann er in jenem Jahr den Schleswig-Holsteinischen Landespokal.

### TSG 1899 Hoffenheim
2006 folgte der Wechsel zur TSG 1899 Hoffenheim. Für die erste Mannschaft stand Hesse zunächst zwölf Mal in der Regionalliga Süd auf dem Rasen und erzielte zwei Tore. Mit den Baden-Württembergern gelang ihm unter Trainer Ralf Rangnick 2007 der Aufstieg in die zweite Bundesliga. In der zweithöchsten deutschen Spielklasse kam der gebürtige Sauerländer zu einem Einsatz. Auch für die Hoffenheimer Reserve absolvierte er immer wieder einige Partien. Insgesamt stürmte er 16 Mal für die Oberliga-Mannschaft, wo er zwölf Mal einnetzte. Nach dem erneuten Aufstieg der Hoffenheimer Profi-Mannschaft in die Bundesliga im Jahr 2008 schloss sich Hesse dem 1. FC Kaiserslautern an.

### 1. FC Kaiserslautern
Von August 2008 bis Januar 2010 trug Hesse das Trikot der Elf aus Kaiserslautern. Für den damaligen Zweitligisten absolvierte er im ersten Jahr 21 Spiele, traf zwei Mal und bereitete drei Tore vor. In der Hinrunde der Saison 2009/10 kam er auf insgesamt fünf Meisterschaftseinsätze und einen Einsatz im DFB-Pokal.

### Kickers Offenbach
In der Winterpause der Saison 2009/2010 wechselte Kai Hesse zum Drittligisten Kickers Offenbach, für den er am 31. Januar 2010 im Spiel gegen den VfL Osnabrück unter Trainer Steffen Menze debütierte. Insgesamt kam Hesse in seiner Zeit bei den Offenbachern auf 69 Einsätze in drei verschiedenen Wettbewerben. Neben 65 Drittliga-Partien lief er drei Mal im Hessenpokal auf und hatte einen Einsatz im DFB-Pokal. Insgesamt traf der Mittelstürmer 14 Mal für die Kickers. Mit den Offenbachern holte er außerdem zwei Mal den Hessenpokal.

### FC 08 Homburg
Am meisten Einsatzzeit sammelte Hesse beim FC Homburg 08, wo er von 2014 bis 2018 unter Vertrag stand. In seiner ersten Spielzeit traf Hesse in 19 Partien sieben Mal und war an zwei Treffer beteiligt. Auch in den folgenden beiden Saisons gehörte er mit insgesamt 67 Einsätzen zum Stammpersonal. 2014/2015 und 2016/2017 nahm er mit den Homburgern an der ersten Runde des DFB-Pokals teil. Auch den Saarlandpokal gewann er mit dem FC Homburg ein Mal. Nach dem Abstieg in die Oberliga Rheinland-Pfalz im Jahr 2017 kam er lediglich in sechs Spielen zum Einsatz und schoss ein Tor.  

### SC Hessen Dreieich
Hesses letzte Station als Spieler hieß ab 2018 SC Hessen Dreieich. Für das Team stürmte er in 18 Partien der Regionalliga Südwest und absolvierte außerdem zwei Spiele im Hessenpokal. In seinem Jahr bei den Hessen erzielte er ein Tor und war Vorlagengeber zweier Treffer.

### Junioren-Nationalmannschaft
Während seiner Zeit beim FC Oestrich-Iserlohn und beim FC Schalke 04 gehörte Hesse außerdem der Deutschen Junioren Nationalauswahl an. Für die U17-Nationalmannschaft kam er 2002 lediglich zu einem Einsatz, während er für die U18-Auswahl gleich sechs Spiele bestritt (2002–2003). 2003 absolvierte er zudem zwei Partien für die U19-Mannschaft.

## Karriere als Trainer
Nach seinem Karriereende als Profi-Fußballer startete der 35-jährige A-Lizenzinhaber seine Trainerlaufbahn zur Saison 2019/2020 in einer Doppelfunktion als Co-Trainer Analyse bei der U17 und Co-Trainer der U13 von Eintracht Frankfurt. Im September 2020 wechselte er als Trainerassistent in die U23 des FC Schalke 04. Gemeinsam mit Co-Trainer Tomasz Waldoch und Chef-Trainer Torsten Fröhling bildete er das Trainergespann der Schalker Zweitvertretung. Bei der Regionalligamannschaft war Hesse, wie bereits in Frankfurt, neben dem Training auf dem Platz vor allem für den Bereich Videoanalyse zuständig. Nach knapp neun Monaten bei den Königsblauen folgte im Juni 2021 auch als Trainer der Schritt in den Profi-Fußball. Zur Sommervorbereitung der Saison 2021/2022 schloss sich Hesse Zweitligist Hannover 96 an, wo er ebenfalls das Amt des Co-Trainers bekleidet. Allerdings nur bis zum Saisonende: Im Juni 2022 wechselte Hesse als Co-Trainer zu Arminia Bielefeld, wo er bis zum 30. Juni 2023 tätig war. Zum 1. Januar 2025 wurde er Co-Trainer von Thomas Letsch beim FC Red Bull Salzburg.

## Sonstiges
Für eine besonnene Rettungsaktion im Straßenverkehr erhielt Hesse im Januar 2012 vom Reifenhersteller Goodyear und dem Automobilclub von Deutschland (AvD) die Auszeichnung  „Held der Straße“. Der damalige Drittliga-Profi bewies im November 2011 Zivilcourage, indem er mit seinem Pkw das Fahrzeug eines anderen Verkehrsteilnehmers ausbremste, der während der Fahrt einen epileptischen Anfall erlitten hatte. Mit der Aktion "Held der Straße" unter der Schirmherrschaft des Bundesverkehrsministeriums zeichnen der Automobilclub von Deutschland das ganze Jahr über Menschen aus, die besonnen, mutig und selbstlos andere Verkehrsteilnehmer vor Schaden bewahren und so für mehr Sicherheit im Straßenverkehr sorgen.

## Erfolge
FC Schalke 04
- Deutscher B-Jugend-Meister: 2002
- B-Jugend-Meister der Regionalliga West: 2002
- Deutscher Vize-Meister 2005
- Deutscher Vize-Pokalsieger 2005

TSG Hoffenheim
- Aufstieg in die 2. Liga: 2006/07
- Aufstieg in die 1. Liga: 2007/08

1. FC Kaiserslautern
- Zweitligameister 2009/10 und Aufstieg in die 1. Liga